# Helmut Müller
Helmut Müller (* 17. března 1937 Steinach) je bývalý východoněmecký fotbalista a reprezentant.

## Hráčská kariéra
Začínal v rodném Steinachu, odkud v roce 1955 přestoupil do Jeny, kde strávil zbytek kariéry. V sezoně 1958 se stal se 17 brankami nejlepším střelcem nejvyšší východoněmecké soutěže. S Motorem Jena se stal v ročníku 1962/63 mistrem ligy a v sezoně 1960 s ním vyhrál východoněmecký pohár.

### Reprezentace
Za reprezentaci Východního Německa (NDR) odehrál 13 utkání a vstřelil v nich 5 branek. Debutoval v neděli 27. října 1957 v Lipsku v zápase s Československem (kvalifikace na MS 1958), které domácí prohráli 1:4 (poločas 1:3). Helmut Müller dal v tomto zápasu jediný gól NDR. Naposled se v reprezentaci objevil v neděli 14. října 1962 v Drážďanech, kde domácí porazili Rumunsko v přátelském utkání 3:2 (poločas 1:0).

### Evropské poháry
V Poháru mistrů evropských zemí odehrál v sezoně 1963/64 oba 2 zápasy proti Dinamu Bukurešť. V Poháru vítězů pohárů nastoupil v ročníku 1961/62 k 8 utkáním, v nichž třikrát skóroval a pomohl Motoru Jena až do semifinále, v němž byli Východní Němci vyřazeni Atlétikem Madrid. V Rappanově poháru si připsal 24 starty a dal v nich 4 branky.

### Ligová bilance
| Ročník                     | Zápasy | Góly | Klub                  |
| -------------------------- | ------ | ---- | --------------------- |
| II. liga 1955              | 13     | 2    | SC Motor Jena         |
| II. liga 1956              | 26     | 28   | SC Motor Jena         |
| I. liga 1957               | 26     | 7    | SC Motor Jena         |
| I. liga 1958               | 24     | 17   | SC Motor Jena         |
| I. liga 1959               | 25     | 5    | SC Motor Jena         |
| I. liga 1960               | 21     | 6    | SC Motor Jena         |
| I. liga 1961/62            | 35     | 11   | SC Motor Jena         |
| I. liga 1962/63            | 25     | 9    | SC Motor Jena         |
| I. liga 1963/64            | 26     | 10   | SC Motor Jena         |
| I. liga 1964/65            | 23     | 12   | SC Motor Jena         |
| I. liga 1965/66            | 16     | 5    | FC Carl Zeiss Jena    |
| I. liga 1966/67            | 9      | 1    | FC Carl Zeiss Jena    |
| II. liga 1967/68 – sk. jih | 30     | 9    | FC Carl Zeiss Jena II |
| II. liga 1968/69 – sk. jih | 30     | 15   | FC Carl Zeiss Jena II |
| II. liga 1969/70 – sk. jih | 27     | 5    | FC Carl Zeiss Jena II |
| II. liga 1970/71 – sk. jih | 7      | 0    | FC Carl Zeiss Jena II |
| II. liga 1971/72 – sk. E   | 15     | 5    | FC Carl Zeiss Jena II |
| II. liga 1972/73 – sk. E   | 8      | 1    | FC Carl Zeiss Jena II |
| CELKEM I. LIGA             | 230    | 83   |                       |
| CELKEM II. LIGA            | 156    | 65   |                       |